# Тесман, Гюнтер
Гюнтер Теодор Тесман (нем. Günter Tessmann; 2 апреля 1884, Любек — 15 ноября 1969, Куритиба (Бразилия) — немецкий и бразильский учёный, ботаник, этнолог, лингвист, доктор наук.

## Биография
Родился в семье торговца товарами в Центральной и Южной Америке. С детства увлекался научным коллекционированием, особенно бабочек.
Изучал тропическое садоводство в колониальной школе в Витценхаузене.
Отправился в Германский Камерун и Испанскую Гвинею (ныне Экваториальная Гвинея), где занимался ботаническими и зоологическими исследованиями. Более того, проявил растущий интерес к антропологии и начал собирать этнографические материалы и данные.
В 1907—1909 годах провёл полевые исследования в Западной Африке, подарил свою полную этнографическую коллекцию своему родному городу Любек.
В 1913 году опубликовал двухтомную монографию о народе пангве, включающую многие аспекты их культуры, истории, религии и искусства. Благодаря успеху своей работы, по поручению Немецкого колониального департамента в том же году начал ещё одно полевое исследование, на этот раз в Восточном Камеруне.
Из-за начала Первой мировой войны учёному несколько раз приходилось прерывать исследовательские работы. После 1918 года он всё больше переключал своё внимание на Южную Америку. В 1921—1926 годах провёл ряд исследований этнических групп в Перу. По возвращении в Германию в 1928 году защитил докторскую диссертацию.
В 1923 году опубликовал ещё одну монографию, на этот раз о народе буби. За этой публикацией в 1932 году последовала его работа о разных людях и языках Кэмеруна, его монография о бафиа и ямбасса в 1934 году и двухтомная монография о народе баха в 1934/1937 году. Интенсивная длительная исследовательская работа для его времени была на высоком уровне.
После того, как нацистский режим запретил ему преподавать в университете в Галле, учёный эмигрировал в Бразилию в 1936 году. Там он работал ботаником в Museu Paranaense и институте биологии в Куритибе. Вышел на пенсию в 1958 году и посвятил себя исследованиям формирования Солнечной системы.
Его именем назван один из видов птерокарпуса: Pterocarpus tessmannii.